# Эдвардс, Карл
Карл Майкл Эдвардс II (англ. Carl Michael Edwards, II; род. 15 августа 1979, Колумбия, Миссури, США) — американский автогонщик. Двукратный вице-чемпион NASCAR Sprint Cup Series (2008, 2011), чемпион NASCAR Nationwide Series (2007).

## Общая информация
Карл — двоюродный брат другого бывшего пилота NASCAR Кена Шредера. По совету уроженца Фентона, перед приходом в главные серии NASCAR, Карл некоторое время участвовал в гоночных сериях, проводящих свои этапы на грунтовых трассах. Из-за этой истории Эдвардса иногда именуют «кузен Карл».
Американец содействует развитию музыкального лейбла Back40 Records, который был создан им совместно с бывшим одноклассником в Колумбии, штат Миссури.
Эдвардс занят в одной из второстепенных ролей в 5-м сезоне сериала 24 американского телеканала FOX, где он исполнил роль агента национальной безопасности Джима Хилла. Также Карла можно было увидеть в нескольких эпизодических ролях в сериалах и телепрограммах, связанных по тематике с NASCAR и Ford Fusion.
Карл известен также как поклонник разнообразных рестлинговых боёв, в частности WWE. Рестлер Джон Сина один из близких друзей Эдвардса. 8 февраля 2010 года американец выступил в роли гостя тематической программы WWE RAW канала USA Network.
Карл женат. У него и его жены Кейт есть двое детей.

### Атлетизм
Эдвардс появлялся на обложках журналов ESPN и  Men's Health обнажённым выше пояса, демонстрируя свою мускулатуру.
Ряды поклонников Карла возросли за счёт любителей его способа отпраздновать победу в заезде — американец сразу же после финиша выбирается из машины и делает сальто назад (иногда спрыгивая непосредственно со сток-кара). Подобный способ отметить свой триумф Эдвардс позаимствовал у пилота спирнт-каров Тайлера Уокера. Впрочем Карл отнюдь не всегда празднует победу таким образом: после победы на этапе NNS в Милуокки-2008 он посчитал исполнение сальто неуместным, так как в тот день погиб гонщик NHRA Скотт Калитта. Сальто также не исполнялось несколько раз из-за наличия у Карла не до конца залеченных травм. Прервав в конце 2010 года длительную беспобедную серию в главном дивизионе NASCAR эдвардс дополнил сальто выходом к болельщикам для поздравлений в промежутке между финишем заезда и церемонией на аллее победы (процедура отчасти похожа на то, что делает Джон Сина в рамках WWE).
Эдвардс был замечен за игрой в софтбол в одной из команд Taco Bell All-Star Legends and Celebrity Softball Game в 2009 год на Busch Stadium в Сент-Луисе. Карл был одет в форму команды Boston Red Sox, частично принадлежащую тем же людям, что и его команда в NSCS.

### Авиация
Эдвардс имеет лицензию ATPL для управления самолётами с несколькими типами двигателей. В частности он имеет право управлять машинами семейства Cessna 560, а также у американца есть лицензия для управления одномоторными самолётами.

## Спортивная карьера

### NASCAR

#### 2002-04
Дебют Эвардса в старших дивизионах NASCAR приходится на 2002 год, когда американец провел 7 этапов NASCAR Craftsman Truck Series за рулём пикапа команды MB Motorsports. Единственное попадание в Top10 случилось на этапе на Kansas Speedway, где уроженец Миссури финишировал 8-м.
В этом же году Эдвардс проводит свою первую гонку в Busch Series. Управляя сток-каром команды Bost Motorsports он заканчивает гонку на Gateway International Raceway на 38-й позиции.
Выступления молодого пилота производят благоприятное впечатление и Джек Рауш берёт Эдвардса одним из пилотов своей команды в Truck Series на полном расписании в 2003 году. Карлу предоставили Ford F-150 под № 99. Миссурец не подвёл нового работодателя: 3 победы, восьмое место в общем зачёте и титул Новичка года в дивизионе подтвердили правильность выбора главы команды Roush Racing.
В 2004 году американец подтвердил неслучайность своих прошлогодних результатов: 3 победы (включай стартовый этап чемпионата на Daytona International Speedway) и 17 попаданий в Top10 позволяют ему закончить сезон на 4-й позиции.
В этом же году Рауш начинает пробовать своего пилота и в более старших дивизионах — в середине августа, после увольнения из команды в Nextel Cup Джеффа Бёртона, Эдвардсу предоставляется место в сток-каре № 99 Ford Taurus. В дебютной гонке на этапе на Michigan International Speedway Карл приезжает 10-м. В дальнейшем команда даёт ему возможность проехать оставшиеся гонки того сезона.
В конце августа американец также участвует в гонке NBS на Bristol Motor Speedway (19-е место на финише),

#### 2005
В 2005 году Рауш доверяет Эдвардсу управление своими сток-карами в NNC и NBS на полном расписании.
В Busch Series Карл, в итоге, участвует в 34 гонках, одерживает 5 побед и 21 раз финиширует в Top10. К концу чемпионата этого хватает на третье место в общем зачёте (причём мог быть и выше, но из-за превратностей погоды миссурцу пришлось пропустить одну гонку). Также американец выигрывает престижный приз новичка года в рамках этой серии.
Год в NEXTEL Cup был проведён не менее удачно: 36 гонок, 4 победы, 18 финишей в Top10 и также «бронза» общего зачёта пилотов.
В марте, с промежутком в один день, Карл делает победный дубль на Atlanta Motor Speedway, выиграв гонки обоих старших сток-каровских первенств. Обе победы бли дебютными для колумбийца в тех сериях. Эдвардс стал первым пилотом, кому покорились заезды обеих серий на этой трассе в один уик-энд, также он стал первым пилотом, чьи дебютные победы в NNC и NBS пришлись на один уик-энд. Наконец американец стал 11-м пилотом в истории NASCAR, кому покорились заезды в рамках всех трёх главный дивизионов организации.
Из-за слишком большого числа проведённых гонок в сезоне-2004 американец не смог побороться за звание новичка года в этом сезоне и в NEXTEL Cup.

#### 2006
Впервые за два года Карл принимает участие в гонках Truck Series. На «Миле-Монстре» в Довере он финиширует вторым.
Год в NBS проходит вновь вполне удачно: Эдвардс проводит все 35 гонок сезона, одерживает 4 победы, 25 раз финиширует в Top10. По итогам года колумбиец становится серебряным призёром чемпионата. До титула, впрочем, было не близко — лидер сезона Кевин Харвик выиграл у миссурца более 800 баллов.
Год в NEXTEL Cup прошёл куда хуже — американец продолжал довольно часто финишировать в Top10, но качество этих результатов заметно упало. В итоге за сезон так и не было одержано ни одной победы (хотя трижды Карл был вторым на финише) и в общем зачёте Эдвардс стал лишь 12-м.

#### 2007
В 2007 году Карл проводит пару гонок в Truck Series. Лучший этап был проведён в Фонтане, где стартуя с поула Эдвардс финишировал 4-м.
В Busch Series колумбиец по-прежнему продолжал быть одним из претендентов на титул. В этом году он в 35 гонках одерживает 4 победы и 15 раз финиширует в Top5. Захватив после третьего этапа лидерство в серии Карл так никому и не отдал его до конца сезона, завоевав титул чемпиона серии. Второй призёр Дэвид Ройтиманн отстал более чем на 600 баллов.
В Nextel Cup американец частично вернул свои результаты 2005 года.

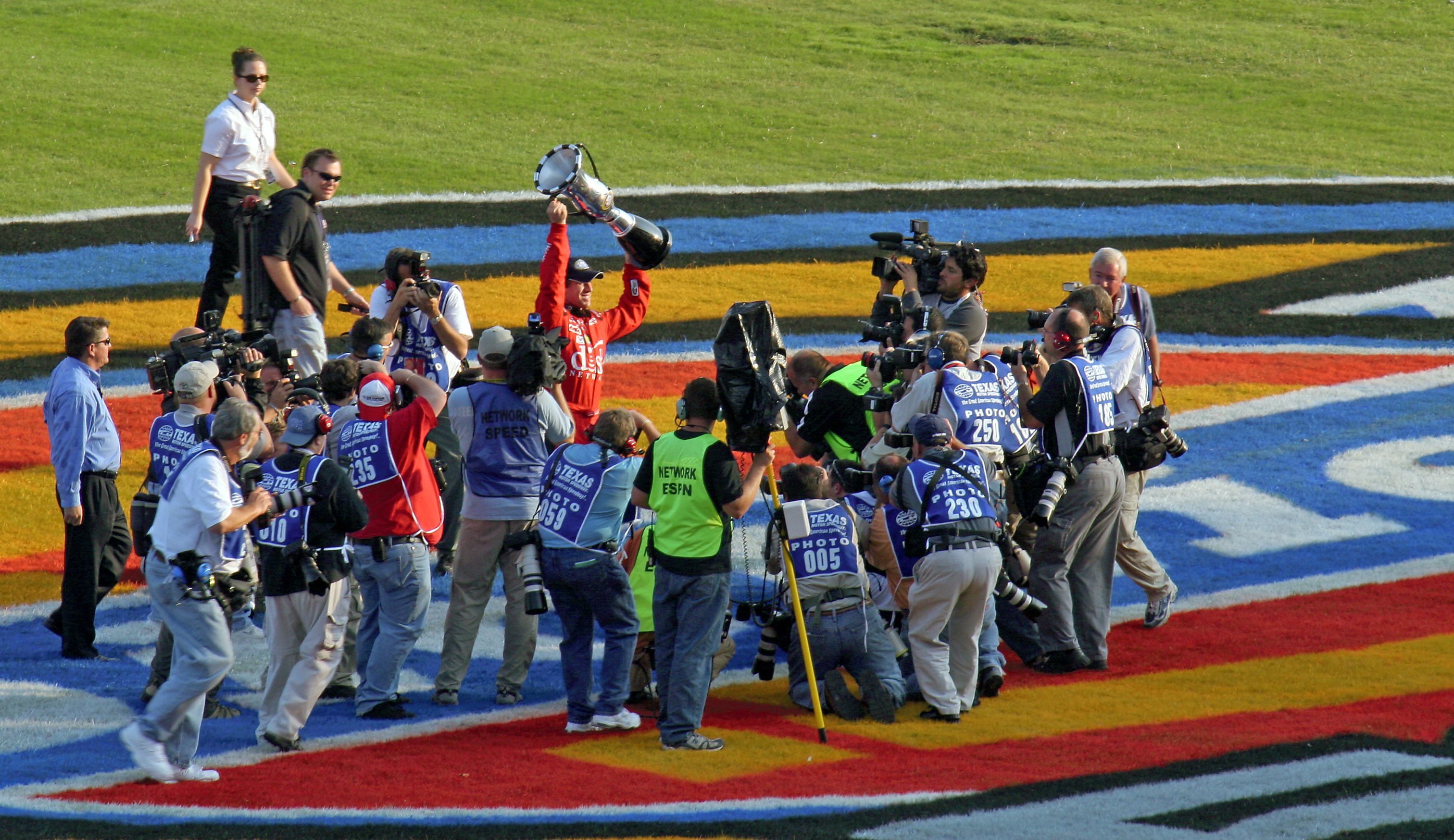
Эдвардс празднует свою победу на этапе NBS в Форт-Уэрте.

17 июня Карл прервал свою 52-этапную беспобедную серию, выиграв гонку кубка на Michigan International Speedway. До конца сезона удалось выиграть ещё дважды (в Бристоле и Довере). Кроме этого колумбиец восемь раз финишировал в Top5 (в том числе рекордные для себя 515 кругов пролидировал), однако полупровальные этапы в Эйвондейле и Форт-Уэрте под самый финиш сезона не позволили побороться за что-то большее, чем 9-е место в общем зачёте (при этом ещё за три этапа до конца он был 4-м).

#### 2008
Сезон 2008 стал одним из лучших в карьере Карла в NASCAR.
В Nationwide Series Карл Эдвардс одержал 7 побед, 19 раз финишировал в Top5. Титул, однако, завоевать не удалось — несколько неудачных гонок в середине сезона (например в Дарлингтоне Эдвардс был лишь 43-м в финишной классификации) привели к тому, что даже четырёх побед в пяти последних гонках не хватило, чтобы достать в чемпионской гонке Клинта Бойера. Карл проиграл 21 очко и во второй раз за три года завоевал вице-чемпионский титул.
Сезон в Sprint Cup также прошёл сверхстабильно — регулярный финиши в Top5 (в том числе победы) позволяют закончить регулярный сезон на втором месте, не намного отстав от Кайла Буша. В «чейзе» же уроженец Лас-Вегаса быстро выбывает из борьбы за титул, но у колумбийца появляется другой соперник — действующий чемпион кубка Джимми Джонсон. Чуть большая стабильность калифорница (не позволявшего себе финишировать в рамках этого отрезка сезона ниже 15-й позиции) приводит к тому, то именно Джонсону вновь достаётся титул, а Карл остаётся вторым — проиграв 69 баллов.
После двух побед в первых трёх гонках сезона миссурец должен был впервые возглавить общий зачёт NSCS, однако ряд нарушений, выявленных при инспекции сток-кара после победы на трассе Las Vegas Motor Speedway, приводят к санкциям от организаторов серии: Эдвардс лишён сотни очков в общем зачёте регулярного сезона, оштрафован на 10 баллов в «чейзе» (в случае попадания туда); обладатель заявки № 99 Джек Рауш оштрафован на те же очки в зачёте владельцев; крю-чиф Карла Боб Осборн оштрафован на $100 000 и отстранён от соревнований на 6 этапов кубка. Вновь возглавить чемпионат колумбиец смог только после первого этапа «чейза».
2 мая американец подписал с Roush Fenway Racing новый многолетний контракт. Параллельно Рауш подписал спонсорское соглашение с компанией Aflac (как с новым титульным спонсором команды № 99).

#### 2009

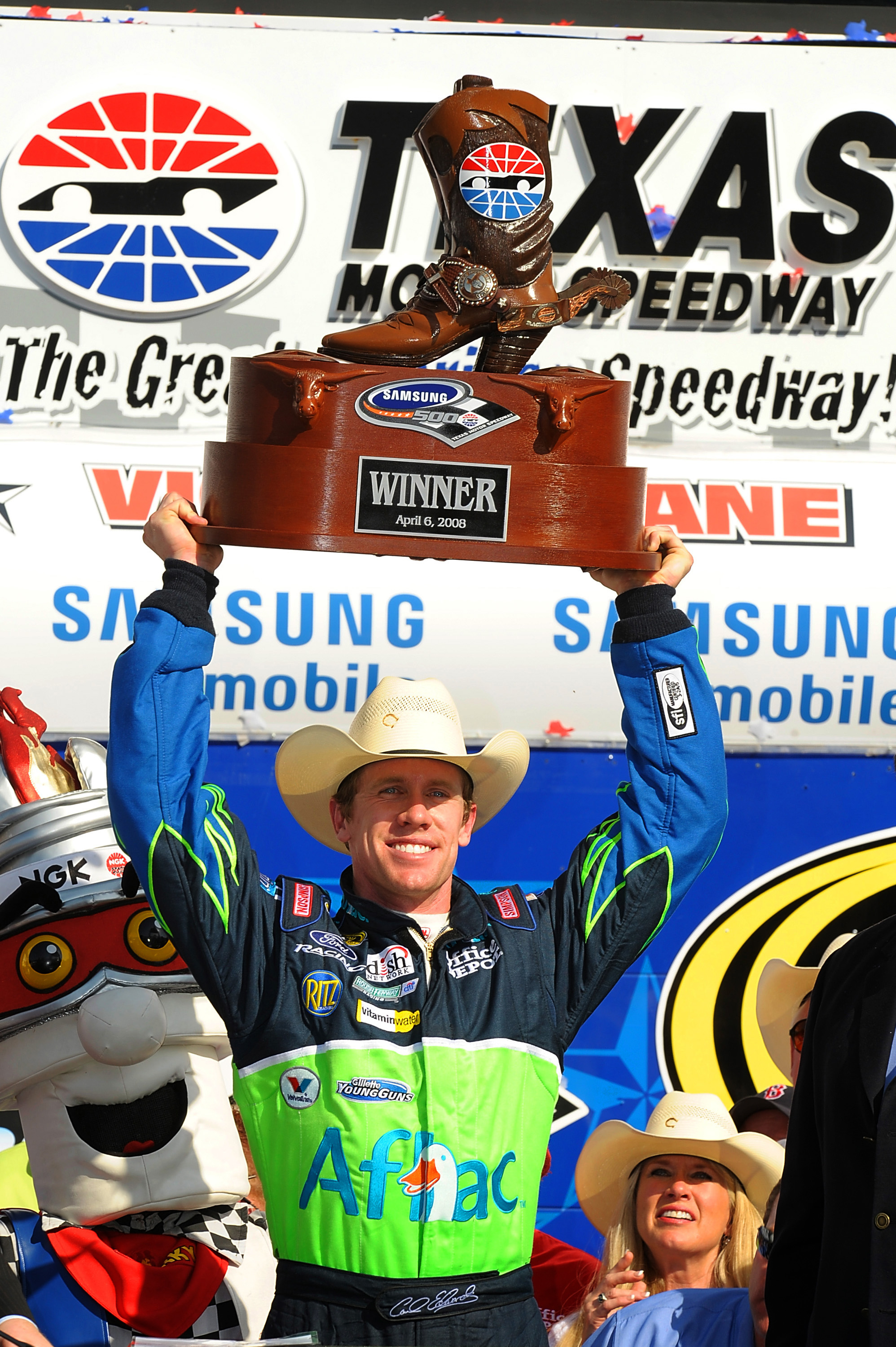
С трофеем победителя гонки в Форт-Уэрте в 2008 году.

В Nationwide Series Карл вновь был одним из лидеров сезона. В 35 гонках сезона он одерживает пять побед (в том числе на трассе имени Жиля Вильнёва в Монреале) и 23 раза финиширует в Top5. В общем зачёте Эдвардс уверенно второй (в третий раз за четыре года).
В Sprint Cup американец не смог повторить прошлогодние результаты. Длительная беспобедная серия и резко упавшая стабильность финишей по ходу сезона приводят к тому, что колумбиец хоть и попадает в «чейз», но заканчивает его лишь 11-м.
Но сезон в NSCS запомнился не только этим — в конце апреля, борясь за победу на трассе Talladega Superspeedway с Брэдом Кезеловски, Эдвардс попадает на последнем круге в серьёзную аварию — после контакта с машиной соперника Ford № 99 взлетает над трассой и улетает в сетку, окружающую внешнюю часть овала. Карл не получил каких-либо серьёзных травм в этом происшествии, но обломками его сток-кара ранило нескольких болельщиков (в том числе одна женщина была доставлена в госпиталь со сломанной челюстью).
Лучшей гонкой сезона, в итоге, стал весенний этап на Pocono Raceway, где пролидировав 103 из 200 кругов колумбиец финишировал вторым.

#### 2010
В 2010 году Карл вновь участвует в двух старших дивизионах NASCAR. В NNS он шестой год подряд финиширует в тройке лучших пилотов серии. В 35 гонках сезона он одерживает четыре победы (в том числе на дорожном кольце Road America в июне), 19 раз попадает в Top5 на финише. По итогам сезона этого хватает на третье подряд вице-чемпионское звание.
В Sprint Cup по началу продолжалась не самая лучшая серия прошлого года — редкие попадания в Top10 приводят к тому, что Карл длительное время прибывает на грани непопадания в финальный «чейз» и лишь за несколько гонок до конца регулярного сезона всё же вырывает у соперников место там.
К концу чемпионата Эдваврдс наконец-то прерывает свою 70-этапную беспобедную серию, отмечаясь победами на заключительных соревнованиях сезона на Phoenix International Raceway и Homestead-Miami Speedway. пролидировав в них суммарно 283 из 385 кругов.
«Чейз» проведён куда лучше, чем сам регулярный сезон, а финишный рывок и вовсе выводит миссурца на 4-е место в общем зачёте серии — впереди остались лишь трое пилотов, боровшихся в двух последних гонках за титул — Джонсон, Харвик и Хэмлин.

#### 2011
Серия удачных результатов, начатая в 2010 году, продолжилась и новом сезоне.
На открывавшей сезон Daytona 500 Эдвардс проводит лучшую в карьере гонку: стартовав с 22 места он постепенно прорвался в группу лидеров, а на последних кругах смог выбраться на второе место, уступив лишь новичку сезона Тревору Бейну. В дальнейшем № 99 продолжал регулярно финишировать в группе лучших и довольно быстро обеспечил себе место в числе участников Chase for the Sprint Cup. В этот период американец выигрывает две гонки — этап первенства на Las Vegas Motor Speedway, а также выставочную NASCAR Sprint All-Star Race.
Финальный отрезок чемпионата также проходил весьма удачно — Эдвардс трижды финиширует на втором месте, ещё четырежды попадает в Top5 и лишь раз заканчивает гонку вне Top10 (11-е место в Талладеге). Однако побед так одержать больше и не удалось; данный момент и стал ключевым фактором в борьбе за титул — менее стабильный, но чаще побеждающий Тони Стюарт смог при равенстве очков после последнего этапа отобрать у № 99 титул.
Параллельно с участием в основном первенстве, Карл участвовал и в гонках второго дивизиона, однако изменившиеся правила ассоциации не позволили ему бороться за чемпионский титул более чем в одной серии. Тем не менее американец проехал 33 из 34 этапов чемпионата, в которых шесть раз стартовал с поула и одержал восемь побед (лучший результат в карьере).

#### 2012-14
Приграничный в прошлом сезоне титул плохо сказался на сезоне-2012. Карл с большим трудом финиширует даже в Top10, с немалым трудом удерживаясь в борьбе за место в финальной борьбе за титул. В последних гонках он имел шансы всё-таки занять место в Top10, но три финиша вне Top16 в последних трёх гонках лишают его такой возможности. В Chase for the Spint Cup Эдвардс также выглядел бледно и лишь раз финишировал в Top5. Выигранная в прошлом году NASCAR Sprint All-Star Race в этом сезоне заканчивается ранним сходом. Неудачи в NASCAR Sprint Cup были частично скрашены победной в NASCAR Nationwide Series на дорожном этапе в Уоткинс-Глен.
Сезон-2013 прошёл несколько лучше — Эдвардс чаще финишировал в лидирующей группе, выиграл две гонки по ходу регулярного сезона, отобрался в Chase, но там проявить себя не сумел — лишь трижды в десяти гонках финишировав в Top10 он, в итоге, занял последнее место в борьбе за титул.
В начале января 2017 года, объявил о завершении карьеры.

### Другие серии
6 июня 2007 года Эдвардс выиграл NEXTEL Prelude to the Dream на грунтовом треке Eldora Speedway. Гонка продолжалась 30-кругов. Карл стартовал вторым и по ходу гонки боролся за лидерство с Кайлом Бушем и Джеффом Гордоном. Благотворительное соревнование было организовано Тони Стюартом и собрало многих известных пилотов как NASCAR, так и других автоспортивных серий. Колумбиец также периодически принимает участие в Race of Champions. В рамках этого соревнования ему в 2008 году удалось в одном из заездов победить Михаэля Шумахера.

## Победы в трёх главных дивизионах NASCAR

### Sprint Cup

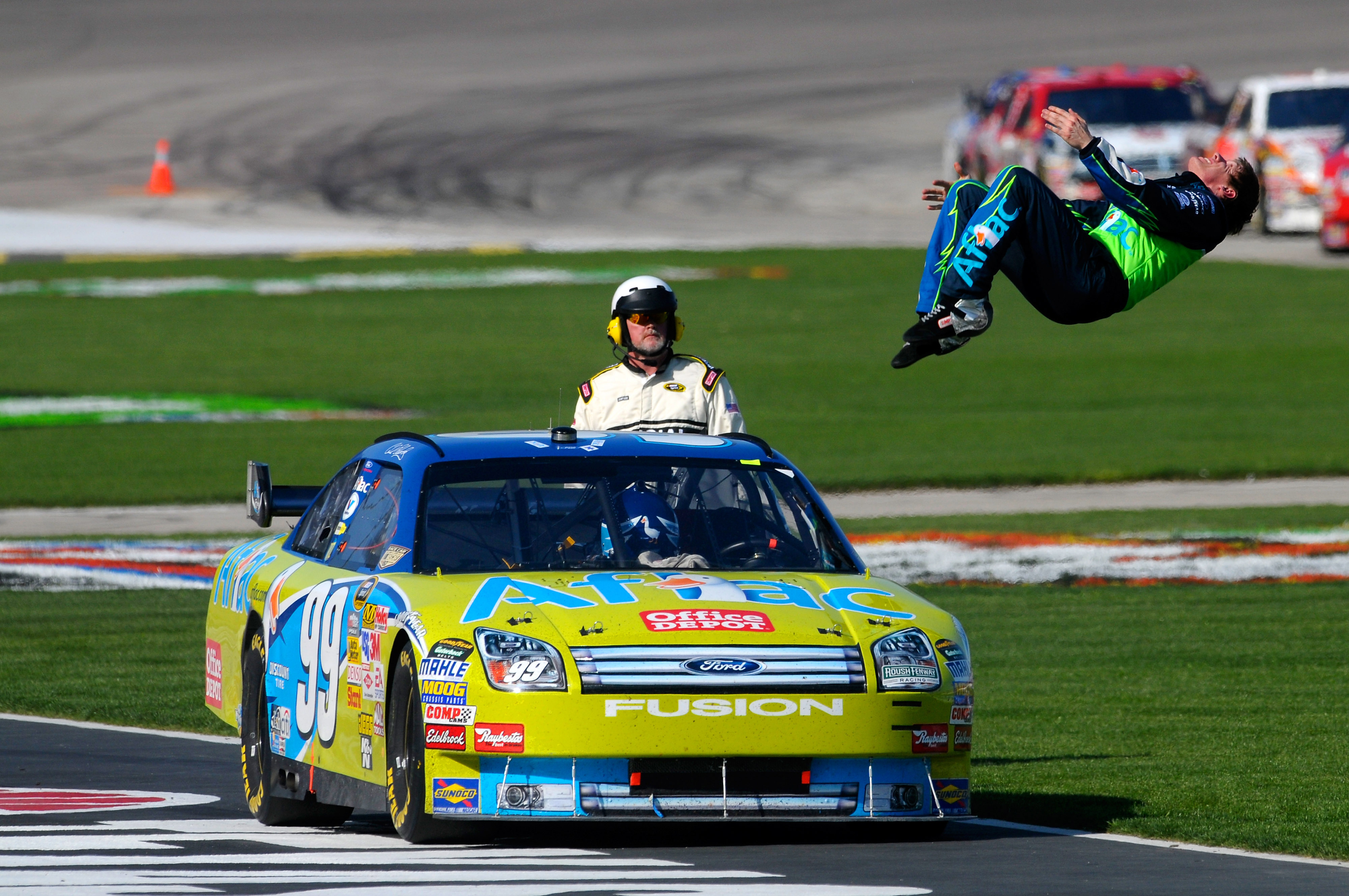
2008 год. Texas Motor Speedway. Один их послефинишных прыжков Карла.

| Сезон | Название этапа           | Трасса                          | Дата             | №  |
| ----- | ------------------------ | ------------------------------- | ---------------- | -- |
| 2014  | Toyota/Save Mart 350     | Sonoma Raceway                  | 22 июня 2014     | 24 |
| 2014  | Food City 500            | Bristol Motor Speedway          | 16 марта 2014    | 23 |
| 2013  | Federated Auto Parts 400 | Richmond International Raceway  | 7 сентября 2013  | 22 |
| 2013  | Subway Fresh Fit 500     | Phoenix International Raceway   | 3 марта 2013     | 21 |
| 2011  | Sprint All Star Race     | Charlotte Motor Speedway        | 21 мая 2011      | 20 |
| 2011  | Kobalt Tools 400         | Las Vegas Motor Speedway        | 6 марта 2011     | 19 |
| 2010  | Ford 400                 | Homestead-Miami Speedway        | 21 ноября 2010   | 18 |
| 2010  | Kobalt Tools 500         | Phoenix International Raceway   | 14 ноября 2010   | 17 |
| 2008  | Ford 400                 | Homestead-Miami Speedway        | 16 ноября 2008   | 16 |
| 2008  | Dickies 500              | Texas Motor Speedway            | 2 ноября 2008    | 15 |
| 2008  | Pep Boys Auto 500        | Atlanta Motor Speedway          | 26 октября 2008  | 14 |
| 2008  | Sharpie 500              | Bristol Motor Speedway          | 23 августа 2008  | 13 |
| 2008  | 3M Performance 400       | Michigan International Speedway | 17 августа 2008  | 12 |
| 2008  | Pennsylvania 500         | Pocono Raceway                  | 3 августа 2008   | 11 |
| 2008  | Samsung 500              | Texas Motor Speedway            | 6 апреля 2008    | 10 |
| 2008  | UAW-Dodge 400            | Las Vegas Motor Speedway        | 2 марта 2008     | 9  |
| 2008  | Auto Club 500            | California Speedway             | 25 февраля 2008  | 8  |
| 2007  | Dodge Dealers 400        | Dover International Speedway    | 23 сентября 2007 | 7  |
| 2007  | Sharpie 500              | Bristol Motor Speedway          | 25 августа 2007  | 6  |
| 2007  | Citizens Bank 400        | Michigan International Speedway | 17 июня 2007     | 5  |
| 2005  | Dickies 500              | Texas Motor Speedway            | 6 ноября 2005    | 4  |
| 2005  | Bass Pro Shops MBNA 500  | Atlanta Motor Speedway          | 30 октября 2005  | 3  |
| 2005  | Pocono 500               | Pocono Raceway                  | 12 июня 2005     | 2  |
| 2005  | Golden Corral 500        | Atlanta Motor Speedway          | 20 марта 2005    | 1  |

### Nationwide Series

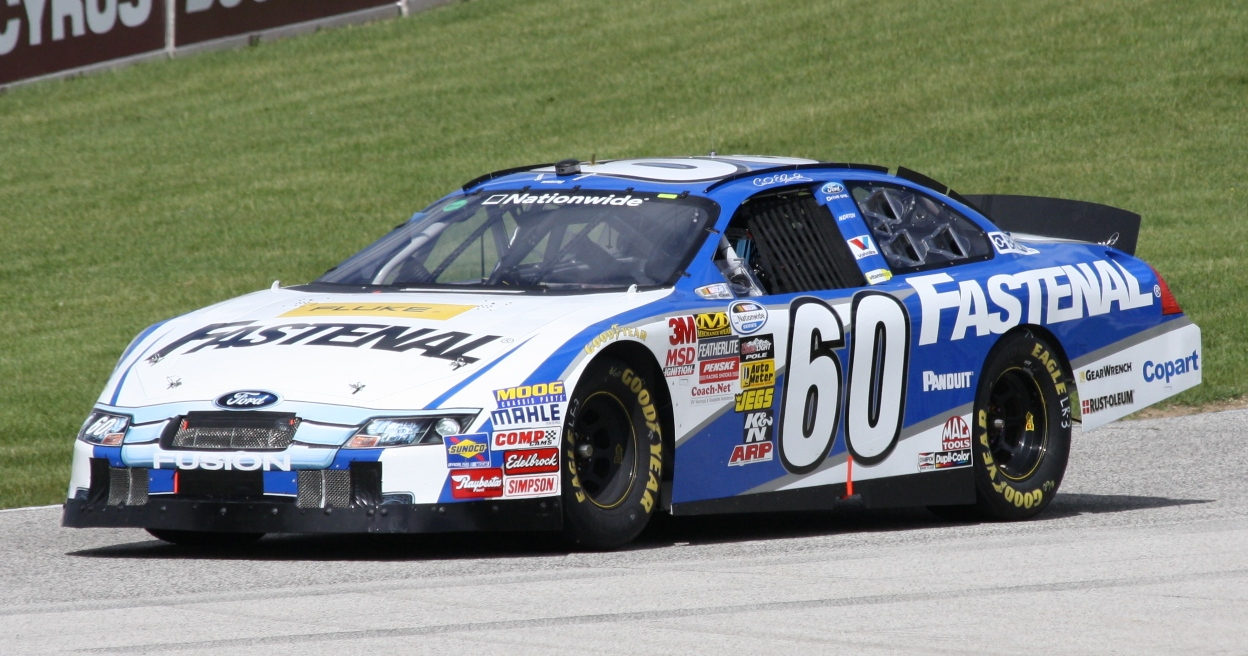
Карл во время победной гонки на трассе Road America в 2010 году.

| Сезон | Название этапа                      | Трасса                               | Дата             | №  |
| ----- | ----------------------------------- | ------------------------------------ | ---------------- | -- |
| 2012  | Zippo 200 at the Glen               | Watkins Glen International           | 11 августа 2012  | 38 |
| 2011  | Dollar General 300 Miles of Courage | Charlotte Motor Speedway             | 14 октября 2011  | 37 |
| 2011  | OneMain Financial 200               | Dover International Speedway         | 1 октября 2011   | 36 |
| 2011  | Great Clips 300                     | Atlanta Motor Speedway               | 3 сентября 2011  | 35 |
| 2011  | Federated Auto Parts 300            | Nashville Superspeedway              | 23 июля 2011     | 34 |
| 2011  | Alliance Truck Parts 250            | Michigan International Speedway      | 18 июня 2011     | 33 |
| 2011  | 5-hour Energy 200                   | Dover International Speedway         | 14 мая 2011      | 32 |
| 2011  | Nashville 300                       | Nashville Superspeedway              | 23 апреля 2011   | 31 |
| 2011  | O’Reilly Auto Parts 300             | Texas Motor Speedway                 | 8 апреля 2011    | 30 |
| 2010  | Wypall 200                          | Phoenix International Raceway        | 13 ноября 2010   | 29 |
| 2010  | O’Reilly Auto Parts Challenge       | Texas Motor Speedway                 | 6 ноября 2010    | 28 |
| 2010  | Missouri-Illinois Dodge Dealers 250 | Gateway International Raceway        | 17 июля 2010     | 27 |
| 2010  | Bucyrus 200                         | Road America                         | 19 июня 2010     | 26 |
| 2009  | Able Body Labor 200                 | Phoenix International Raceway        | 14 ноября 2009   | 25 |
| 2009  | Virginia 529 College Savings 250    | Richmond International Raceway       | 11 сентября 2009 | 24 |
| 2009  | NAPA Auto Parts 200                 | Автодром имени Жиля Вильнёва         | 30 августа 2009  | 23 |
| 2009  | Kroger 200                          | Indianapolis Raceway Park            | 25 июля 2009     | 22 |
| 2009  | NorthernTool.com 250                | Милуоккская миля                     | 20 июня 2009     | 21 |
| 2008  | Ford 300                            | Homestead-Miami Speedway             | 15 ноября 2008   | 20 |
| 2008  | Hefty Odor Block 200                | Phoenix International Raceway        | 8 ноября 2008    | 19 |
| 2008  | Kroger On Track For The Cure 250    | Memphis Motorsports Park             | 25 октября 2008  | 18 |
| 2008  | Emerson Radio 250                   | Richmond International Raceway       | 7 сентября 2008  | 17 |
| 2008  | Carfax 250                          | Michigan International Speedway      | 16 августа 2008  | 16 |
| 2008  | Missouri-Illinois Dodge Dealers 250 | Gateway International Raceway        | 19 июля 2008     | 15 |
| 2008  | Camping World RV Rental 250         | Милуоккская миля                     | 21 июня 2008     | 14 |
| 2007  | Federated Auto Parts 300            | Nashville Superspeedway              | 9 июня 2007      | 13 |
| 2007  | Dover 200                           | Dover International Speedway         | 2 июня 2007      | 12 |
| 2007  | Pepsi 300                           | Nashville Superspeedway              | 7 апреля 2007    | 11 |
| 2007  | Sharpie Mini 300                    | Bristol Motor Speedway               | 24 марта 2007    | 10 |
| 2006  | Busch Silver Celebration 250        | Gateway International Raceway        | 29 июля 2006     | 9  |
| 2006  | New England 200                     | New Hampshire International Speedway | 15 июля 2006     | 8  |
| 2006  | Federated Auto Parts 300            | Nashville Superspeedway              | 10 июня 2006     | 7  |
| 2006  | Carquest Auto Parts 300             | Lowe's Motor Speedway                | 27 мая 2006      | 6  |
| 2005  | Arizona 200                         | Phoenix International Raceway        | 12 ноября 2005   | 5  |
| 2005  | Ameriquest 300                      | California Speedway                  | 3 сентября 2005  | 4  |
| 2005  | Meijer 300                          | Kentucky Speedway                    | 18 июня 2005     | 3  |
| 2005  | Funai 250                           | Richmond International Raceway       | 13 мая 2005      | 2  |
| 2005  | Aaron’s 312                         | Atlanta Motor Speedway               | 19 марта 2005    | 1  |

### Camping World Truck Series
| Сезон | Название этапа            | Трасса                         | Дата            | № |
| ----- | ------------------------- | ------------------------------ | --------------- | - |
| 2004  | O’Reilly 200              | Bristol Motor Speedway         | 25 августа 2004 | 6 |
| 2004  | O’Reilly Auto Parts 250   | Kansas Speedway                | 3 июля 2004     | 5 |
| 2004  | Florida Dodge Dealers 250 | Daytona International Speedway | 13 февраля 2004 | 4 |
| 2003  | Federated Auto Parts 200  | Nashville Superspeedway        | 8 августа 2003  | 3 |
| 2003  | Power Stroke Diesel 200   | Indianapolis Raceway Park      | 1 августа 2003  | 2 |
| 2003  | Built Ford Tough 225      | Kentucky Speedway              | 12 июля 2003    | 1 |

## Статистика выступлений в NASCAR Sprint Cup
| Сезон      | Старты | Победы | ПП | Top5 | Top10 | Сходы | СФ   | СС   | Призовые ($) | Поз. | Команды             |
| ---------- | ------ | ------ | -- | ---- | ----- | ----- | ---- | ---- | ------------ | ---- | ------------------- |
| 2004       | 13     | 0      | 0  | 1    | 5     | 2     | 18.6 | 19.8 | $1,410,570   | 37-й | Roush Racing        |
| 2005       | 36     | 4      | 2  | 13   | 18    | 1     | 14.0 | 18.9 | $4,889,990   | 3-й  | Roush Racing        |
| 2006       | 36     | 0      | 0  | 10   | 20    | 3     | 15.3 | 19.3 | $4,578,930   | 12-й | Roush Racing        |
| 2007       | 36     | 3      | 1  | 11   | 15    | 4     | 13.9 | 16.8 | $4,611,970   | 9-й  | Roush Fenway Racing |
| 2008       | 36     | 9      | 1  | 19   | 27    | 2     | 9.5  | 12.3 | $8,095,200   | 2-й  | Roush Fenway Racing |
| 2009       | 36     | 0      | 0  | 7    | 14    | 1     | 15.1 | 19.7 | $5,607,550   | 11-й | Roush Fenway Racing |
| 2010       | 36     | 2      | 3  | 9    | 19    | 2     | 11.8 | 15.2 | $5,716,360   | 4-й  | Roush Fenway Racing |
| 2011       | 36     | 1      | 3  | 19   | 26    | 0     | 9.3  | 9.4  | $8,485,990   | 2-й  | Roush Fenway Racing |
| 2012       | 36     | 0      | 1  | 3    | 13    | 2     | 15.6 | 14.5 | $5,348,250   | 15-й | Roush Fenway Racing |
| 2013       | 36     | 2      | 2  | 9    | 16    | 2     | 14   | 12   | $5,855,345   | 13-й | Roush Fenway Racing |
| 2014       | 15     | 1      | 0  | 3    | 7     | 2     | 14   | 16   | $2,304,734   | 6-й  | Roush Fenway Racing |
| За карьеру | 352    | 22     | 13 | 104  | 180   | 23    | 13.3 | 15.5 | $56,908,961  |      |                     |

Данные представлены на 20 июня 2014.